# Opasno (pesma)
Opasno je singl srpskog rok benda YU grupa izdat 1977. godine. Nalazi se na LP albumu na A strani zajedno sa pesmom Budi sa mnom, koja se nalazi na B strani. Pesmu je otpevao i napisao Dragi Jelić. Bila je popularna i ostvarila komercijalni uspeh u Jugoslaviji, a u pesmi se opisuje ljubav prema devojci.

## Spoljašnje veze
- Istorija YU grupe
- Opasno - Discogs
- Tekst pesme